# Herrarnas distans vid världsmästerskapen i skidskytte 2013
Herrarnas distans vid skidskytte‐VM 2013 avgjordes torsdagen den 14 februari 2013 kl. 17:15 (CET) i Nové Město na Moravě i Tjeckien.
Distansen var herrarnas tredje individuella tävling vid detta mästerskap. Distansen var 20 km med fyra skjutningar: liggande + stående + liggande + stående. Till skillnad från de övriga tävlingarna där man får straffrunda för varje missat skott får man på distanslopp en minuts tillägg på totaltiden.
Vann gjorde fransosen Martin Fourcade som därmed tog sin fjärde medalj under VM. Tim Burke från USA blev silvermedaljör, medan svensken Fredrik Lindström blev trea och därmed tog säsongens första pallplats.

## Tidigare världsmästare
| År   | Ort             | Mästare              |
| ---- | --------------- | -------------------- |
| 2007 | Antholz         | Raphaël Poirée       |
| 2008 | Östersund       | Emil Hegle Svendsen  |
| 2009 | Pyeongchang     | Ole Einar Bjørndalen |
| 2010 | Chanty-Mansijsk | Tävlades inte i      |
| 2011 | Chanty-Mansijsk | Tarjei Bø            |
| 2012 | Ruhpolding      | Jakov Fak            |

## Resultat
| Placering | Namn                     | Land      | Tid      | Tilläggsminuter (L + S + L + S) | Tilläggsminuter (L + S + L + S) |
| --------- | ------------------------ | --------- | -------- | ------------------------------- | ------------------------------- |
| 1         | Martin Fourcade          | Frankrike | 49.43,0  | 1                               | (0 + 0 + 0 + 1)                 |
| 2         | Tim Burke                | USA       | + 23,5   | 1                               | (0 + 0 + 0 + 1)                 |
| 3         | Fredrik Lindström        | Sverige   | + 33,7   | 1                               | (0 + 0 + 0 + 1)                 |
| 4         | Ondřej Moravec           | Tjeckien  | + 48,6   | 2                               | (1 + 0 + 0 + 1)                 |
| 5         | Björn Ferry              | Sverige   | + 1.11,8 | 1                               | (1 + 0 + 0 + 0)                 |
| 6         | Simon Fourcade           | Frankrike | + 1.18,4 | 1                               | (0 + 0 + 1 + 0)                 |
| 7         | Lukas Hofer              | Italien   | + 1.19,0 | 2                               | (0 + 0 + 0 + 2)                 |
| 8         | Andreas Birnbacher       | Tyskland  | + 1.36,6 | 2                               | (1 + 0 + 0 + 1)                 |
| 9         | Henrik L’Abée-Lund       | Norge     | + 1.37,3 | 2                               | (0 + 0 + 0 + 2)                 |
| 10        | Jean-Philippe Le Guellec | Kanada    | + 1.48,4 | 1                               | (0 + 0 + 0 + 1)                 |